# 公参民

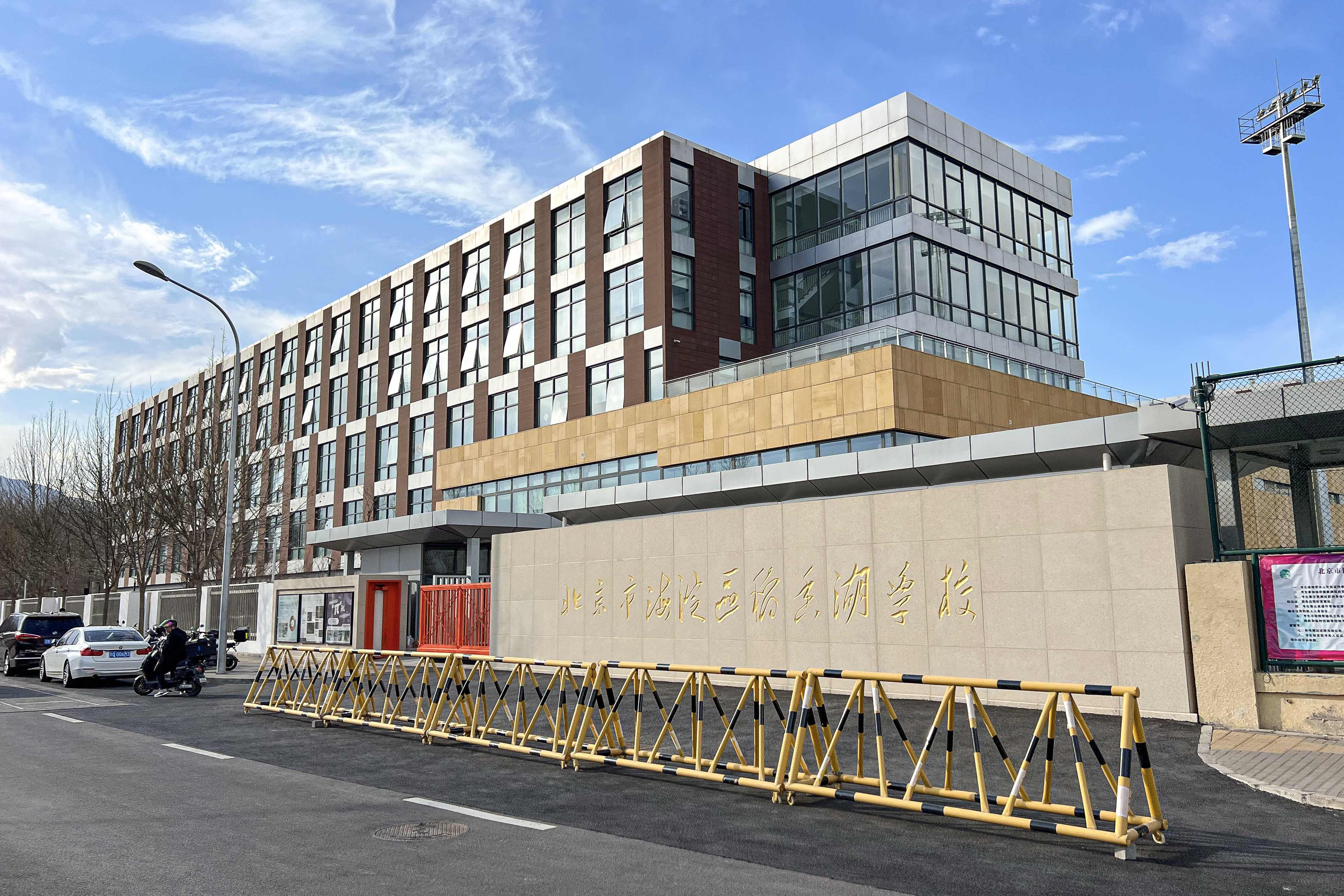
第三类公参民学校的一例：北京市海淀区稻香湖学校原名“清华附中稻香湖学校”，2022年改为现名，2023年与清华附中正式脱钩后得以继续保持民办性质

公参民指公办学校（含其附属学校、校办企业、学校基金会、学校工会等附属机构，下同）充分发挥自身优势，通过举办或者参与举办民办义务教育学校（含十二年一贯制学校、九年一贯制学校、完全中学），积极扩大优质教育资源覆盖面。

## 名校办民校
2021年新修订的《中华人民共和国民办教育促进法实施条例》出台后，教育部发展规划司司长刘昌亚谈到如何规范“名校办民校”时表示，公办学校以品牌输出方式参与举办民办学校，是特定历史阶段的产物，但也产生了较多的问题。公办学校参与举办的民办学校，利用公办学校的优质品牌，采用民办学校的收费机制，对公办学校和民办学校都造成了不公平竞争，扰乱了教育秩序。后出台《教育部等八部门关于规范公办学校举办或者参与举办民办义务教育学校的通知》等细化文件，全面规范公参民办学。禁止“公办名校办民校”。

## 类型
“公参民”学校主要包括以下三类：
1. 公办学校单独举办的义务教育学校；
2. 公办学校与地方政府及相关机构（含具有财政经常性经费关系的其他单位、政府国有投资平台、政府发起设立的基金会、国有企业等，下同）合作举办的义务教育学校；
3. 公办学校与其他社会组织、个人合作举办（含公办学校以品牌、管理等无形资产参与办学）的义务教育学校。